# 제프 대니얼 필립스
제프 대니얼 필립스(영어: Jeff Daniel Phillips)는 미국의 배우이다.